# アデルフォガミー
アデルフォガミー（英: Adelphogamy）は、 例えば、真核生物、いくつかの種の菌類、被子植物またはアリ、またはヒトにおける、兄妹・姉弟間の性的関係の形態。社会学では、アデルフォガミーという用語は、一妻多夫制を指す場合もあり、兄妹・姉弟間の近親相姦を指す場合もある。